# Ferrières (Oise)
Ferrières è un comune francese di 478 abitanti situato nel dipartimento dell'Oise della regione dell'Alta Francia.

## Società

### Evoluzione demografica
Abitanti censiti